# Merry England
Merry England (« Angleterre heureuse »), parfois orthographié Merrie England, est un stéréotype anglais.

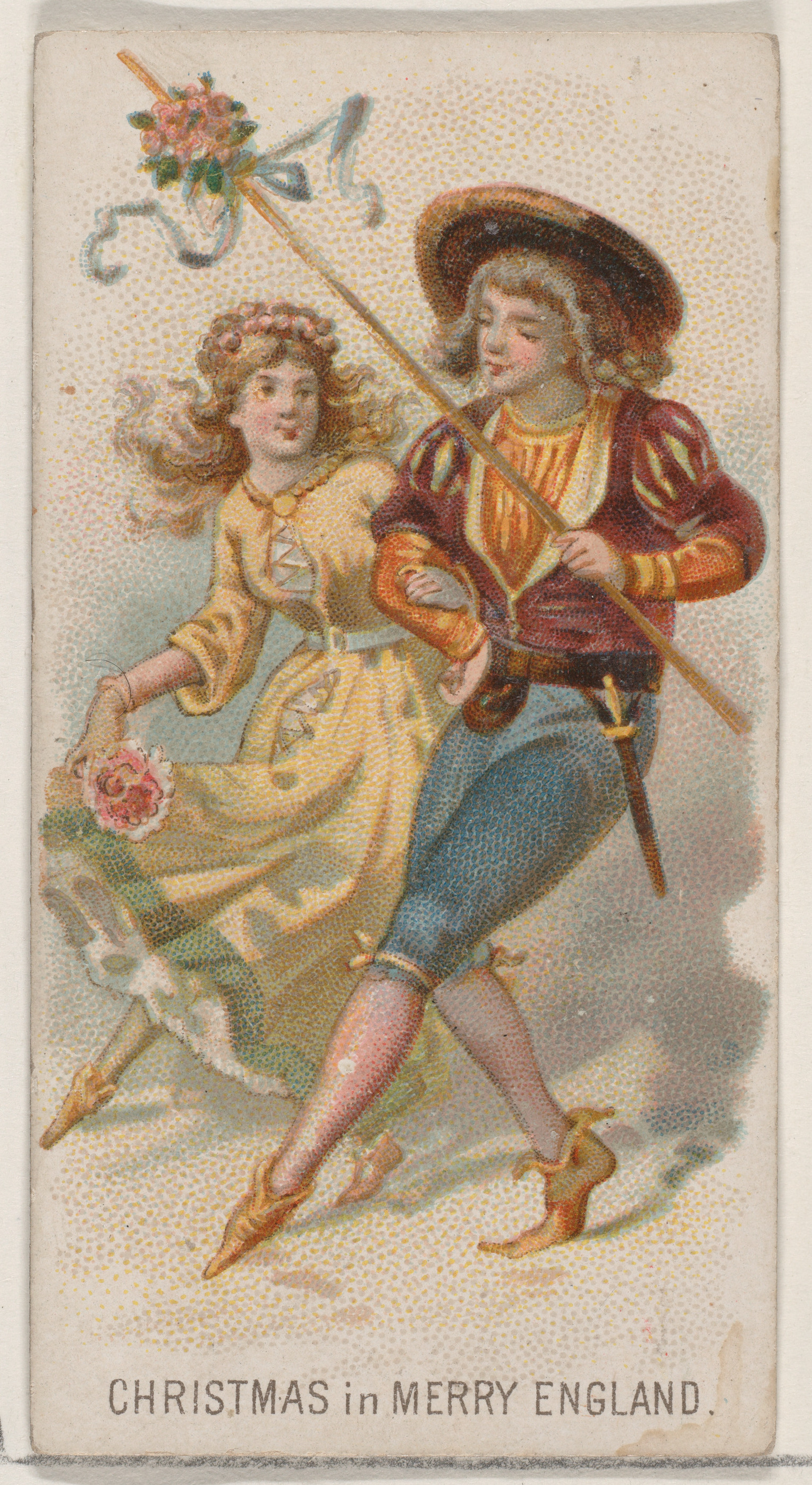
Christmas in Merry England, carte décorative de 1890.

Il correspond à une vision pastorale, utopique et nostalgique de la société anglaise, un « bon vieux temps » qui aurait prétendument prévalu entre la fin du Moyen Âge et le début de la révolution industrielle. Cette image idyllique se développe à la fin du XIXe siècle et au début du XXe siècle, aux époques victorienne et édouardienne.
La Merry England est symbolisée par des éléments comme les chaumières dans la campagne, les pubs, le thé et le rôti du dimanche.